# Manoir de la Ville Blanche
Le manoir de la Ville Blanche est situé sur la commune de Canihuel en France.

## Localisation
Le manoir est situé sur la commune de Canihuel  dans le département des Côtes-d'Armor, dans la région Bretagne.

## Description
Les bâtiments sont disposés autour d'une cour rectangulaire avec accès au sud-est et au sud-ouest. Logis au nord, pavillon au sud avec traces de portail, et dépendances à l'ouest. Le pavillon est de plan carré. Lui a été accolé un corps de bâtiment perpendiculaire, saillant au nord et à l'est. L'escalier extérieur est situé dans l'angle rentrant des deux bâtiments. Une pièce unique occupe, à chaque niveau, chacun des deux bâtiments, sans communication entre elles. L'échauguette est portée par un cul-de-lampe mouluré reposant sur une colonne engagée.

## Historique
Le manoir est cité dans un aveu de 1654.
Il est inscrit partiellement au titre des monuments historiques par arrêté du 12 mars 1987.

## Protection
Éléments protégés : le pavillon sud.